# Tolumnia leiboldii
Tolumnia leiboldii là một loài thực vật có hoa trong họ Lan. Loài này được (Rchb.f.) Braem miêu tả khoa học đầu tiên năm 1986.